# Tuxpan (Nayarit)
Tuxpan es una ciudad mexicana ubicada en el estado de Nayarit, cabecera del municipio homónimo.

## Geografía
Tuxpan se localiza el sureste del municipio homónimo, en el noroeste de Nayarit. Se encuentra a 11 m s. n. m. y cubre un área de 4.64 km².

### Clima
Tuxpan tiene un clima cálido subhúmedo. La temperatura media anual entre 1951 y 2010 se encontraba en 26.2 °C, con una precipitación de 1160.5 mm.
| Parámetros climáticos promedio de Tuxpan, Nayarit (1951-2010) | Parámetros climáticos promedio de Tuxpan, Nayarit (1951-2010) | Parámetros climáticos promedio de Tuxpan, Nayarit (1951-2010) | Parámetros climáticos promedio de Tuxpan, Nayarit (1951-2010) | Parámetros climáticos promedio de Tuxpan, Nayarit (1951-2010) | Parámetros climáticos promedio de Tuxpan, Nayarit (1951-2010) | Parámetros climáticos promedio de Tuxpan, Nayarit (1951-2010) | Parámetros climáticos promedio de Tuxpan, Nayarit (1951-2010) | Parámetros climáticos promedio de Tuxpan, Nayarit (1951-2010) | Parámetros climáticos promedio de Tuxpan, Nayarit (1951-2010) | Parámetros climáticos promedio de Tuxpan, Nayarit (1951-2010) | Parámetros climáticos promedio de Tuxpan, Nayarit (1951-2010) | Parámetros climáticos promedio de Tuxpan, Nayarit (1951-2010) | Parámetros climáticos promedio de Tuxpan, Nayarit (1951-2010) |
| Mes                                                           | Ene.                                                          | Feb.                                                          | Mar.                                                          | Abr.                                                          | May.                                                          | Jun.                                                          | Jul.                                                          | Ago.                                                          | Sep.                                                          | Oct.                                                          | Nov.                                                          | Dic.                                                          | Anual                                                         |
| ------------------------------------------------------------- | ------------------------------------------------------------- | ------------------------------------------------------------- | ------------------------------------------------------------- | ------------------------------------------------------------- | ------------------------------------------------------------- | ------------------------------------------------------------- | ------------------------------------------------------------- | ------------------------------------------------------------- | ------------------------------------------------------------- | ------------------------------------------------------------- | ------------------------------------------------------------- | ------------------------------------------------------------- | ------------------------------------------------------------- |
| Temp. máx. abs. (°C)                                          | 35.0                                                          | 39.0                                                          | 36.0                                                          | 37.0                                                          | 39.0                                                          | 39.0                                                          | 39.0                                                          | 40.0                                                          | 38.0                                                          | 40.0                                                          | 39.0                                                          | 37.0                                                          | 40.0                                                          |
| Temp. máx. media (°C)                                         | 27.9                                                          | 28.7                                                          | 29.9                                                          | 31.7                                                          | 33.4                                                          | 33.6                                                          | 33.5                                                          | 33.0                                                          | 32.6                                                          | 33.2                                                          | 31.9                                                          | 28.8                                                          | 31.5                                                          |
| Temp. media (°C)                                              | 22.2                                                          | 22.3                                                          | 23.2                                                          | 25.1                                                          | 27.3                                                          | 29.0                                                          | 29.2                                                          | 28.8                                                          | 28.7                                                          | 28.6                                                          | 26.4                                                          | 23.4                                                          | 26.2                                                          |
| Temp. mín. media (°C)                                         | 16.5                                                          | 15.9                                                          | 16.4                                                          | 18.4                                                          | 21.2                                                          | 24.5                                                          | 24.8                                                          | 24.6                                                          | 24.7                                                          | 24.1                                                          | 21.0                                                          | 18.0                                                          | 20.8                                                          |
| Temp. mín. abs. (°C)                                          | 10.0                                                          | 9.0                                                           | 8.0                                                           | 12.0                                                          | 15.0                                                          | 18.0                                                          | 20.0                                                          | 20.0                                                          | 19.0                                                          | 19.0                                                          | 15.0                                                          | 12.0                                                          | 8.0                                                           |
| Precipitación total (mm)                                      | 13.0                                                          | 7.1                                                           | 8.3                                                           | 4.9                                                           | 1.4                                                           | 112.6                                                         | 285.7                                                         | 336.5                                                         | 269.3                                                         | 83.3                                                          | 12.8                                                          | 25.6                                                          | 1160.5                                                        |
| Días de precipitaciones (≥ 1 mm)                              | 1.8                                                           | 1.1                                                           | 0.7                                                           | 0.4                                                           | 0.3                                                           | 8.7                                                           | 17.1                                                          | 17.7                                                          | 16.9                                                          | 5.4                                                           | 1.1                                                           | 2.7                                                           | 73.9                                                          |
| Fuente: Servicio Meteorológico Nacional.                      |                                                               |                                                               |                                                               |                                                               |                                                               |                                                               |                                                               |                                                               |                                                               |                                                               |                                                               |                                                               |                                                               |

## Demografía
De acuerdo con el censo de 2020, Tuxpan tenía 22 013 habitantes, de los que 11 114 eran mujeres y 10 899, hombres. El número total de viviendas era de 8508.
| Gráfica de evolución demográfica de Tuxpan entre 1900 y 2020 |
|                                                              |
| Fuente: Instituto Nacional de Estadística y Geografía.       |